# 利氏雨麗魚
利氏雨麗魚，為輻鰭魚綱鱸形目隆頭魚亞目慈鯛科的其中一種，分布於非洲馬拉威湖、Shire河上游流域，體長可達25公分，棲息在植被生長、泥底質或岩石底質水域，以魚類為食，生活習性不明，可作為觀賞魚。

## 擴展閱讀
維基物種上的相關：利氏雨麗魚